# 閃靈悍將 (電影)
《閃靈悍將》（英語：Spawn）是一部1997年美國超自然恐怖風格的超級英雄電影，由馬克·A·Z·迪貝執導並與編劇艾倫·B·麥爾羅伊共同提供故事。電影改編自陶德·麥法蘭所創作的同名漫畫，該漫畫由Image漫畫於1992年出版。由邁克·賈·懷特主演閃靈悍將，使他成為首位飾演超級英雄電影的非裔美國人。
電影1997年8月1日在美國上映。

## 劇情
故事敘述特種部隊士兵艾爾·西蒙斯在因任務而去世後，他被以「閃靈悍將」的身份復活；擁有強大力量的艾爾試圖展開復仇，但卻被要求在地獄率領惡魔軍隊，但艾爾打算反抗此使命。

## 演員
- 邁克·賈·懷特飾演艾爾·西蒙斯／閃靈悍將
- 約翰·李古查摩飾演小丑／三角魔（英语：Violator (comics)）
- 馬丁·辛飾演傑森·永利（英语：Jason Wynn）
- 尼克·威廉森（英语：Nicol Williamson）飾演伽利歐（英语：Cogliostro）
- 泰瑞莎·藍道（英语：Theresa Randle）飾演汪達·布萊克·西蒙斯-費茲傑拉德（Wanda Blake Simmons-Fitzgerald）
- D·B·史威尼（英语：D. B. Sweeney）飾演泰瑞·費茲傑拉德（Terry Fitzgerald）
- 美琳達·克拉克（英语：Melinda Clarke）飾演潔西卡·普瑞斯特（英语：Jessica Priest）
- 法蘭克·維爾克飾演地獄魔王（英语：Malebolgia）（配音）

## 發行

### 評價
《閃靈悍將》獲得的評價多為負面。爛番茄根據43篇評論，新鮮度19%，平均得分4／10。Metacritic得分34，評價不佳。相反地，羅傑·伊伯特在滿分4星中給了電影3.5星的好評，他認為「《閃靈悍將》擁有令人難忘的視覺體驗」。

### 票房
《閃靈悍將》在美國首映週末獲得1973萬美元的票房，位居冠軍《空軍一號》之後。第二個週末，電影降至第三名。電影在美國票房共為5487萬美元，加上海外的3296萬美元，全球票房總計約8780萬美元。對於4000萬美元的預算，表現尚可。

## 外部連結
- 互联网电影数据库（IMDb）上《Spawn》的资料（英文）
- Box Office Mojo上《Spawn》的資料（英文）
- 爛番茄上《Spawn》的資料（英文）
- Metacritic上《Spawn》的資料（英文）